# Kommunistka
Kommunistka (em russo, коммунистка; Mulher Comunista) foi uma revista feminista da União Soviética associada ao Genotdel, fundada por Inês Armand e Alexandra Kollontai em 1920.
A revista estava dirigida especialmente para as mulheres de classe mais baixa, e explorava a maneira de conseguir a libertação da mulher, não só de maneira teórica, mas prática, devido a que a revolução, por si mesma, não resolveria a iniquidade e a opressão das mulheres na família e na sociedade. Armand e Kollontai insistiram no baixo percentual de mulheres nas esferas públicas –no partido, na gestão de empresas, nos soviets, nos sindicatos ou no governo– o que requeria um trabalho específico de libertação.
Armand, Kollontai ou Krupskaya abordaram questões como a sexualidade, o aborto, o casal e o divórcio, a relação entre os sexos, o amor livre, a moralidade, a família, a maternidade ou a libertação das mulheres da escravatura dos homens. Ademais, a perspectiva da revista incidia em que a libertação da mulher estava igualmente unida à emancipação de toda a sociedade comunista.
A revista deixou de ser publicada em 1930 com a dissolução do Genotdel na Era Stalin.